# ヴィルスベルク
ヴィルスベルク (Wirsberg)は、ドイツ連邦共和国バイエルン州クルムバッハ郡（オーバーフランケン行政管区）の市場町。この保養地は連邦道303号線沿い、バイロイトの北約20kmに位置する。

## 地理
ヴィルスベルクは、フランケンヴァルト自然公園内に位置する。

### 自治体の構成
この町は、公式には10の地区 (Ort) からなる。このうち小集落や孤立農場などを除く集落を以下に列記する。
- コッテナウ
- ノイファング
- ゼッセンロイト
- ヴァイセンバッハ
- ヴィルスベルク

## 歴史
ヴィルスベルクは13世紀の終わりに初めて文献に登場する。1792年から置かれたプロイセン王国、バイロイト侯領のオーバーアムトは1807年のティルジットの和約によりフランス領に、さらに1810年にはバイエルン王国領になった。バイエルン王国の行政改革に伴う自治体令により1818年に現在の自治体が形成された。

## 行政

### 議会
議会は町長を含めて14議席である。

### 友好都市
- ゲオルゲンベルク （ドイツ、バイエルン州）

## 引用
1. ↑  https://www.statistikdaten.bayern.de/genesis/online?operation=result&code=12411-003r&leerzeilen=false&language=de Genesis-Online-Datenbank des Bayerischen Landesamtes für Statistik Tabelle 12411-003r Fortschreibung des Bevölkerungsstandes: Gemeinden, Stichtag (Einwohnerzahlen auf Grundlage des Zensus 2011)
2. ↑  Bayerische Landesbibliothek Online